# Maranhão Basquete
O Maranhão Basquete é um clube de basquetebol brasileiro, sediado em  São Luís, Maranhão. O time foi fundado no ano 2011 para a disputa da Liga de Basquete Feminino (LBF). Sedia seus jogos no ginásio Castelinho.

## História
O time foi fundado com a ajuda de Iziane Marques, jogadora maranhense da seleção que estava sem contrato com nenhum time. O Ginásio Georgiana Pflueger (Castelinho) foi reformado para ser sede da equipe.  Em sua estreia, em janeiro de 2012, colocou mais de 7.500 pessoas no ginásio, sendo o maior público da LBF. Manteve-se como recordista de público nas temporadas seguintes.
Em sua primeira temporada, o Maranhão já se classificou para os playoffs, terminando em sexto lugar. Na temporada seguinte conseguiu o terceiro lugar. Voltou às semifinais em 2013-14.
Em 2015-16, o Maranhão Basquete ganhou a companhia de outra equipe maranhense, com o Sampaio Corrêa financiando o Sampaio Basquete. Novamente terminou nas semifinais.

## Elenco atual
- 05 - Luana
- 06 - Casanova
- 07 - Paty
- 08 - Rayana
- 09 - Larissa
- 10 - Iza
- 11 - Joice
- 12 - Maria Claudia
- 13 - Êga
- 14 - Palloma
- 15 - Noblet
- 16 - Thalia
- 19 - Fernanda
- 23 - Letícia
- 34 - Leila
  - Damires

(Acrescentem mais jogadores)

## Últimas temporadas

### LBF 2011/2012
| 2011-12 | 6º | 37,5 | 22 | 16 | 6  | Perdeu Quartas (Catanduva), 1-2                                   |
| 2012-13 | 3º | 12   | 6  | 4  | 2  | Venceu Quartas (Guarulhos), 2-0 Perdeu Semifinal (Americana), 0-2 |
| 2013-14 | 4º | 23   | 14 | 9  | 5  | Venceu Quartas (Ourinhos), 2-0 Perdeu Semifinal (Sport), 0-2      |
| 2014-15 | 4º | 29   | 18 | 11 | 7  | Venceu Quartas (Sport), 2-1 Perdeu Semifinal (Americana), 0-2     |
| 2015-16 | 4º | 28   | 20 | 8  | 12 | Perdeu Semifinal (Corinthians), 1-2                               |

## Jogadoras Famosas
- Iziane
- Cíntia Tuiú
- Damiris
- Kelly Santos